# جان بول روستاني
جان بول روستاني ( في دراب) (بالفرنسية: Jean-Paul Rostagni)‏ لاعب كرة قدم فرنسي معتزل كان يجيد اللعب في خط الدفاع .
لعب روستاني في أندية موناكو (1966-1970) بوردو (1970-1971) باريس سان جيرمان (1971-1972) باريس (1972-1973) نيس (1973-1975) .
شارك روستاني مع منتخب فرنسا في 25 مباراة دولية في الفترة من 1969 إلى 1973 .

## روابط خارجية
- جان بول روستاني على موقع قاعدة بيانات كرة القدم.إي يو (الإنجليزية)
- جان بول روستاني على موقع ناشيونال فوتبول تيمز (الإنجليزية)